# Beleg van Orléans
Het Beleg op Orleans (12 oktober 1428 – 7 mei 1429) was een keerpunt in de Honderdjarige Oorlog tussen Frankrijk en Engeland. Dit was Jeanne d'Arcs eerste militaire overwinning en ook de eerste grote Franse overwinning sinds hun nederlaag in de Slag bij Azincourt in 1415.
De 19e-eeuwse Britse historicus Edward Creasy rekende de Engelse nederlaag en ontzetting van Orléans onder zijn vijftien meest beslissende veldslagen in de wereld.

## Achtergrond

### Honderdjarige Oorlog
De ruime achtergrond die leidde tot het beleg van Orléans is de Honderdjarige Oorlog tussen Frankrijk en Engeland. Die oorlog begon in 1337 toen de Engelse koning Eduard III vond dat hij meer recht had op de Franse troon dan Filips VI.
Na vele jaren oorlog moest koning Karel VI van Frankrijk het Verdrag van Troyes ondertekenen. Door dit verdrag huwde zijn dochter Catharina met koning Hendrik V van Engeland en moest Karel VI na zijn dood worden opgevolgd door Hendrik V. Maar Hendrik sterft in 1422, twee maanden voor Karel. Hij wordt opgevolgd door zijn zoon Hendrik VI die op dat ogenblik slechts enkele maanden oud is. De regent, hertog van Bedford, bestuurt Engeland en Frankrijk vanuit Parijs, gesteund door de Bourgondiërs.

### Geografie
Orléans ligt bij de Loire, een rivier tussen Noord- en Centraal-Frankrijk. De Engelsen en hun bondgenoten de Bourgondiërs hadden Noord–Frankrijk in handen, inclusief Parijs. Omdat Orléans bij een rivier ligt is deze stad het enige obstakel om Centraal-Frankrijk te kunnen aanvallen. Engeland heeft de zuidoostkust al in handen.

## Beleg van Orléans

### De omsingeling
In 1428 stuurt de hertog van Belford een leger op pad om de Franse stad Orléans te veroveren. Vooral de nabijgelegen brug is van grote waarde voor de Engelsen. De zuidelijk gelegen stenen brug is het eerste doel. Het fort dat deze brug verdedigde, wordt door de Engelsen op 23 oktober veroverd. Tijdens de gevechten sneuvelt de Engelse aanvoerder, Thomas Montacute. William de la Pole, hertog van Suffolk, neemt hierna het bevel over. De Engelsen wisten Orléans van de buitenwereld af te sluiten door een reeks van forten rond de stad te bouwen. Toch kon de stad, te weinig weliswaar, bevoorraad worden.

### De Ontzetting
Jeanne d'Arc kreeg van Karel voorraden en een leger, dat bestond uit 5000 soldaten, om Orléans te ontzetten. Na verschillende uitbraakpogingen hadden de Engelsen nog slechts enkele forten in het noordwesten van de stad in handen. Hierdoor zagen de Engelsen zich genoodzaakt om de Fransen tot een open veldslag te verleiden. De Fransen bleven echter weg van het slagveld en de Engelsen waren genoodzaakt om Orléans op 7 mei op te geven.

## Gevolgen
De Fransen, die zelfvertrouwen gewonnen hadden, behaalden nog verscheidene overwinningen die uiteindelijk leidden tot de slag bij Patay, die door de Fransen met groot overwicht gewonnen werd. Op 17 juli 1429 werd in Reims de dauphin tot koning Karel VII gekroond.